# Plerneuf
Plerneuf é uma comuna francesa na região administrativa da Bretanha, no departamento Côtes-d'Armor. Estende-se por uma área de 8,27 km². Em 2010 a comuna tinha 1 079 habitantes (densidade: 130,5 hab./km²).